# یوویتا
یوویتا (لهستانی: Jowita) یک فیلم درام دلهره‌آور روان‌شناختی لهستانی است که در سال ۱۹۶۷ منتشر شد.

## گزیدهٔ بازیگران
- دانیل اولبریخسکی
- باربارا کفیاتکوفسکا-لاس
- کالینا یندروشیک
- اینیاسی گوگولفسکی
- ایگا تسمبرژینسکا
- ریشارد فیلیپسکی
- الکساندر فوژیل
- زبیگنیف سیبولسکی
- آندژی کوتکوفسکی
- یاتسک فدروویچ
- اولگیرد ووکاشویچ
- یژی نوواک
- یژی فدوروویچ
- سواوومیر ایجاک
- تادئوش وویتیخ
- واندا ویوکومیرسکا